# 輝咲翔
輝咲 翔（きざき しょう、1973年11月15日 - ）は、日本の実業家、美容健康研究家。ネイチャートリッパー。漫画およびドラマ『帝王』のモデルとなった。埼玉県草加市出身。

## 略歴
幼稚園から野球を始める。埼玉県立川口工業高等学校卒業後、富士電機の工場作業員や大型トラック運転手などの仕事に就く。1996年に接客業を学ぶため、ホストに転身。同時期にエステに通い始める。1997年にキャバクラの経営を始め、1号店を東京都足立区に出店。調理場のミスでわずか1か月で火事を出し、借金を抱える。2004年にロサンゼルス、2006年にハワイへ留学。
2006年8月に自伝的小説『帝王』（ソフトバンククリエイティブ）を発売。同作品は同年11月から2008年9月にかけてビッグコミックスピリッツにて漫画化連載され（『帝王』）、2009年7月から9月にかけて毎日放送、TBSでドラマ化され、2013年2月にはソーシャルゲームとして配信された。
2008年8月、ハワイ・オアフ島にてパワーストーンブランド「Malulani Hawaii（マルラニハワイ）」の運営を開始する。2013年3月、神奈川県の江の島に「Aloha Beach Cafe」をオープン。
2014年3月、ハワイのハンバーガーチェーン「Teddy's Bigger Burgers」の権利を取得し、表参道に1号店をオープン。2015年11月には神奈川県・港北ニュータウンに2号店、2016年4月には神奈川県・みなとみらいに3号店、2018年3月には神奈川県・七里ヶ浜に4号店、2019年7月には宮崎県日向市に5号店をオープンした。
2018年1月、ハワイにエクササイズスタジオ「STUDIO808 Honolulu」をオープン。同年4月、ハワイ・カイルアのレストラン「MOKE'S HAWAII」の権利を取得し、中目黒に1号店をオープン。同年7月には江の島に2号店をオープンした。
2021年3月、小顔矯正パーソナルサロン「Aloha Labo」をオープン。

## 書籍

### エッセイ
- 帝王の書（竹書房） 2009年9月

輝咲翔による、自伝的エッセイ。帝王の教科書。

### 小説
- 帝王（ソフトバンククリエイティブ） 2006年8月

倉科遼による、輝咲翔の自伝的小説。
- 帝王 文庫版（小学館） 2009年8月

### 漫画
- 帝王　(小学館)　2006年11月〜2008年9月:ビッグコミックスピリッツにて連載されていた。

全8巻　原作・倉科遼、作画・関口太郎による、輝咲翔の半生を元にしたフィクション。マンガ「帝王」は韓国・香港・台湾など海外でも発売されている。

## ドラマ
- 帝王（2009年7月 - 9月、MBS/TBS）

ドラマの原作は漫画版だが、小説版もクレジットされている。

## ラジオ
- 帝王の書（Hawaii KZOO AM1210） 2011年2月〜 現在